# Григорівка (Іловайська міська громада)
Григо́рівка — село Іловайської міської громади Донецького району Донецької області, Україна.

## Географія
Селом тече Балка Широка.

## Загальні відомості
Відстань до міста Амвросіївка становить близько 27 км і проходить автошляхом Т 0507.
Село постраждало внаслідок геноциду українського народу, вчиненого урядом СРСР у 1932—1933 роках, кількість встановлених жертв — 80 людей.
Унаслідок російської військової агресії із серпня 2014 р. Григорівка перебуває на території ОРДЛО.

## Населення

### Мова
Розподіл населення за рідною мовою за даними перепису 2001 року:
| Мова       | Кількість | Відсоток |
| ---------- | --------- | -------- |
| українська | 97        | 62.18%   |
| російська  | 59        | 37.82%   |
| Усього     | 156       | 100%     |

За даними перепису 2001 року населення села становило 156 осіб, з них 62,18 % зазначили рідною українську мову, а 37,82 % — російську.